# In utroque jure
La locución latina in utroque jure  (o in utroque iure) se aplica a los dobles grados académicos conferidos «en uno y otro derecho», o «en Leyes y Cánones», es decir: en derecho civil y canónico. En la actualidad, tales titulaciones se suelen circunscribir al clero católico y abogados matrimonialistas, pero hasta el siglo XIX eran muy frecuentes entre letrados laicos de países católicos y de Alemania. 
La expresión in utroque jure adopta también la forma utriusque juris (utriusque iuris, juris utriusque o iuris utriusque ). Se abrevia de varias maneras cuando acompaña a las palabras doctor, licenciado, maestro o bachiller: utr.jur., jur.utr., utr.iur., iur.utr. Y también se usan, sobre todo en inglés, diversas abreviaturas para doctor in utroque jure (Doctor of both laws): JUD, IUD, DUJ, JUDr., DUI, DJU, Dr.iur.utr., Dr.jur.utr., DIU, UJD y UID.

## Personalidades titulares del doctoradoin utroque jure
- Papas: León XIII, Pío IV, Pío VI, Pío XII.
- Otros: Gottfried Leibniz, Juan Margarit y Pau, Carlos Borromeo, Sebastian Brant, Giacomo Casanova, Luigi Dadaglio, Domenico Ferrata, Enrico Gasparri, Pietro Gasparri, Józef Glemp, Salvatore Pappalardo, Raimundo de Peñafort, Luigi Poggi, Mario Francesco Pompedda, Pietro Respighi, Eugène Sol, William Stubbs, Serafino Vannutelli, Alessandro Verde, Tristan Narvaja.

- Datos: Q2754873